# 13 Sentinels: Aegis Rim
13 Sentinels: Aegis Rim (十三機兵防衛圏?) è un videogioco del 2019 sviluppato da Vanillaware e pubblicato da Atlus per PlayStation 4.

## Modalità di gioco
In 13 Sentinels: Aegis Rim si controllano 13 personaggi. Il gioco è suddiviso in tre modalità: Destruction, Remembrance, and Analysis.
Remembrance presenta il gameplay da visual novel, con la possibilità di interagire con gli altri personaggi tramite "Thought Cloud", nuvolette che contengono parole chiave. Destruction è un RTS in stile tower defense in cui dei mecha controllati dai protagonisti affrontano dei kaiju. Analysis contiene un glossario dei termini utilizzati nel gioco, oltre alla possibilità di rivedere gli eventi del gioco collocati in ordine temporale.

## Sviluppo
13 Sentinels: Aegis Rim è stato originalmente annunciato nel 2015 per PlayStation 4 e PlayStation Vita. Nel 2017 viene confermata la distribuzione europea e nordamericana del gioco e viene mostrato all'E3 2017. Nel 2018 viene annullata la versione per PlayStation Vita.
Il videogioco viene pubblicato in Giappone il 21 novembre 2019, dopo la distribuzione di una demo. Originariamente previsto per l'8 settembre, il gioco è stato distribuito internazionalmente il 22 settembre 2020 a causa della pandemia di COVID-19.
In occasione del secondo anniversario dalla pubblicazione giapponese viene annunciata una versione per Nintendo Switch del gioco, la cui uscita è prevista per aprile 2022.

## Accoglienza
Nel novembre 2021 Atlus ha annunciato che il gioco ha totalizzato oltre 500 000 copie vendute per PlayStation 4. Nel novembre 2022 l'azienda ha dichiarato di aver venduto oltre 800 000 unità. Ad agosto 2023 Atlus ha annunciato che sono state commercializzate oltre 1 milione di copie.

## Controversie
La localizzazione in lingua inglese del gioco è stata criticata perché alcuni dialoghi del gioco avrebbero trasformato uno dei personaggi da crossdresser a non binario.